# Clematis pickeringii
Clematis pickeringii är en ranunkelväxtart som beskrevs av Asa Gray. Clematis pickeringii ingår i släktet klematisar, och familjen ranunkelväxter. Inga underarter finns listade i Catalogue of Life.